# George Brinton House
George Brinton House, auch bekannt als Wawassan oder Roundelay, ist ein historisch bedeutsames Gebäude in Chester County, Pennsylvania.

## Geschichte
Das Anwesen wurde um 1830 auf einem Hang mit Blick auf das östliche Ufer des Brandywine Creek im damals für die Region typischen Federal Style erbaut. Aufgrund dieser strategisch günstigen Lage war das Grundstück 53 Jahre zuvor während der Schlacht von Brandywine ein Schauplatz des Gefechts gewesen. Der Erbauer des Hauses, George Brinton, war ein direkter Nachfahre des englischen Quäkers William Brinton, der 1684 die Gegend als Erster besiedelt hatte. Das Grundstück wurde ihm von seinem Großvater, Caleb Brinton, vererbt, der als Müller zu Wohlstand gekommen war und dort während der Schlacht von Brandywine in einem älteren Haus gelebt hatte. George Brinton verkaufte das 275 Acre große, mittlerweile als Wawassan bekannte Anwesen 1870, unter anderem weil die Wassermühle am Bach Brinton’s Run nicht mehr ausreichend war, weshalb sein Sohn einige Jahre zuvor auf einem anderen Grundstück eine neue Mühle direkt am Brandywine Creek erbaut hatte. Nach mehreren Besitzerwechseln wurde 1949 der Flottillenadmiral Delmar S. Fahrney Eigentümer von George Brinton House. Von seiner Frau erhielt das Anwesen den Namen Roundelay.
Am 25. Oktober 1990 wurde George Brinton House in das National Register of Historic Places aufgenommen. Neben dem Hauptgebäude wurden ein Stall, ein Kutschenhaus und die Ruine einer größeren, aus Stein gebauten Scheune als Contributing Properties anerkannt.

## Architektur
George Brinton House ist ein zweieinhalbgeschossiges, fünf Joch breites und aus Feldstein gebautes Haus mit Dreiecksgiebel, dessen Tiefe zwei Räume beträgt. Das Dach ist mit Zedernholz gedeckt. Die Sprossen- und Schiebefenster bestehen aus jeweils 6 Scheiben. Die Fensterläden im Erdgeschoss sind getäfelt, die darüber liegenden Fensterflügel Jalousien. Über der Eingangstür ist ein halbkreisförmiges Oberlicht mit feingliedrigem Maßwerk sowie ein Vordach aus Holz, welches von zwei klassisch geformten Säulen in toskanischer Ordnung getragen wird. George Brinton House hat eine zentrale Eingangshalle, die ein typisches Element der damaligen Architektur in den Mittelatlantikstaaten ist. Nordwestlich ist ein Flügel für die Küche angebaut, der bis 1845 ergänzt wurde. Das Haus hat zwei Kamine, die im vorderen und rückwärtigen Bereich jeweils Feuerstellen im Erdgeschoss und im ersten Stockwerk bedienen.
George Brinton House gilt als ein großartiges Beispiel für die späte Phase des Federal Style bei Farmhäusern in Pennsylvania. Der Architekturstil zeichnet sich in dieser Region über ein Jahrhundert lang durch standardisierte Gestaltung aus, die vor allem von den Quäkern geschätzt wurde. Der typische Grundriss wird als center-hall Georgian Plan bezeichnet.